# Karoline Wittmann

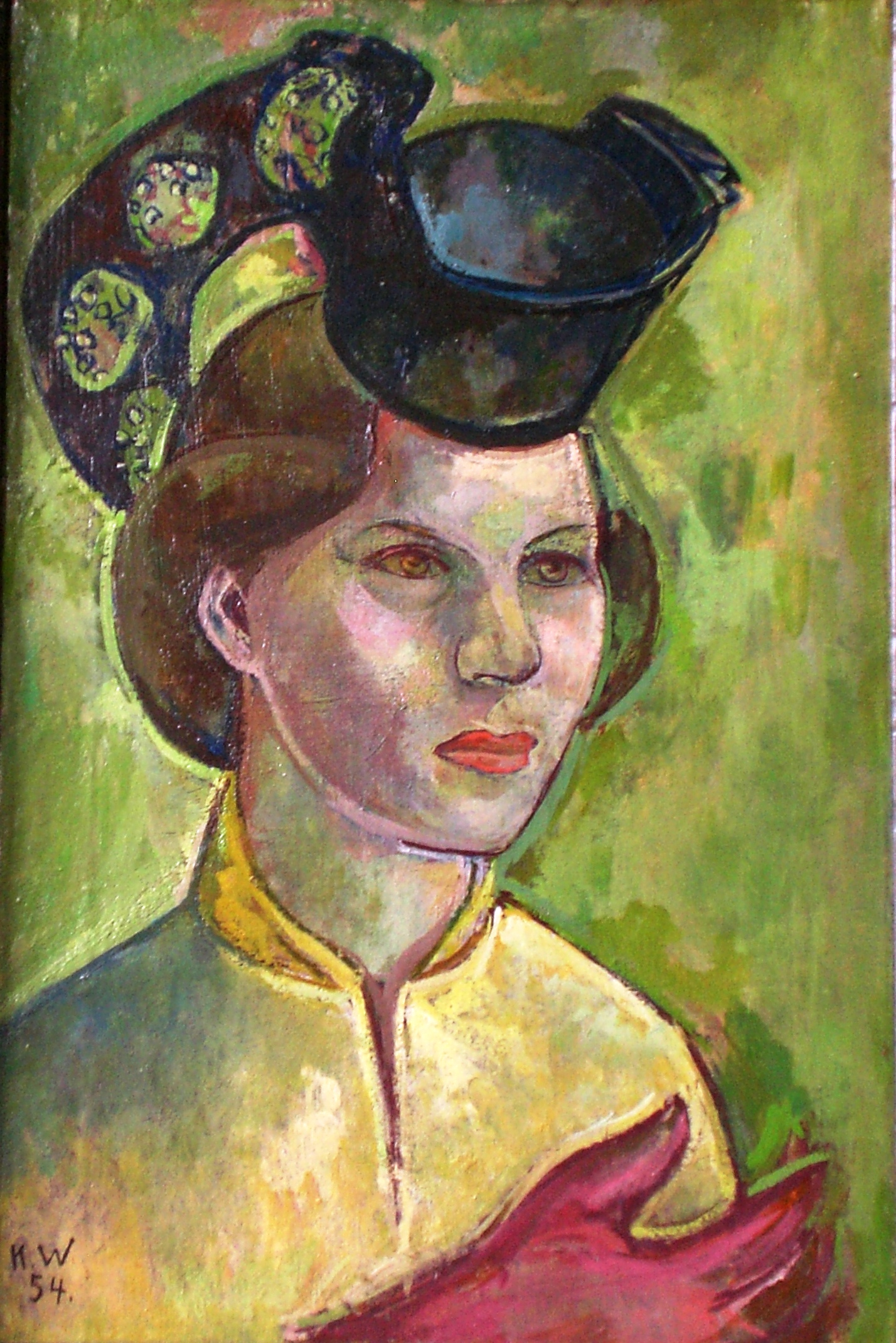
Selbstbildnis (1954)

Karoline Wittmann geborene Erlacher (* 26. Februar 1913 in München-Bogenhausen; † 15. März 1978 ebenda) war eine deutsche Malerin des Expressiven Realismus.

## Leben
Nach dem Schulabschluss an der Höheren Mädchenschule Küspert im Lehel in München arbeitete Karoline Erlacher im elterlichen Galanteriewarengeschäft in Bogenhausen, Ismaninger Straße 77. Angeregt von den Ausstellungen im Münchner Glaspalast besuchte sie Ende der 1920er Jahre die Malschule von Moritz Heymann. Dort lernte sie Maler kennen wie Wolfgang von Websky, der bereits 1921 in dieser Malschule studierte, sowie die Malerin Maria del Pilar von Bayern, mit der Karoline Wittmann in den 1950er Jahren in der Gedok Mitglied war, sowie Peter von Rawita-Ostrowski, der sie zweimal porträtierte. Beide Bilder befinden sich im Nachlass von Karoline Wittmann. Moritz Heymann war Jude und seine Malschule wurde 1933 von den Nazis geschlossen. Aus Verzweiflung mietete Moritz Heymann sich ein Zimmer im Hotel am Münchner Hauptbahnhof und stürzte sich vom obersten Stockwerk in den Tod. Es war Heinrich von Zügel, der in Bogenhausen eine Villa mit Atelier hatte und gelegentlich im elterlichen Laden Malbedarf einkaufte, der sie bestärkte, ab 1935 ein Studium an der Münchener Kunstakademie zu beginnen. Sie studierte Grafik bei Adolf Schinnerer, Aktmalerei bei Max Mayrshofer und in der Meisterklasse von Julius Hess. Julius Hess verehrte Paul Cézanne, also einen Malstil, deren Vertreter Adolf Hitler verächtlich „die Französlinge“ bezeichnete.

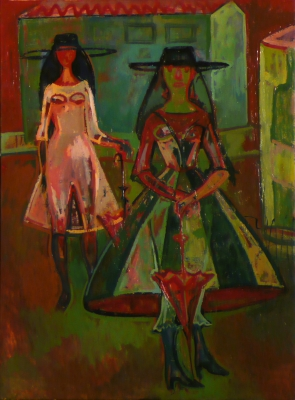
Karoline Wittmann: Zwei Schwestern, 1962

1938 heiratete sie den Holzbildhauerstudenten Paul Wittmann, den ältesten Sohn des Kirchenmalers Josef Wittmann. Sie bezogen das Wohnatelier am Pullacher Platz 8 in München. Spätestens 1940 entstand das Bild Mutter mit Kind in der Endfassung (Werkverzeichnis 1940/8), ein Porträt ihrer Schwester Maria Pöltl mit ihrem Kind „Schorschi“. Dieses Kind kam am 13. Februar 1945 mit 16 Jahren ins KZ Dachau. Seine Häftlingsnummer war 140 997. Nach neuesten Erkenntnissen durch das Institut für Stadtgeschichte und Erinnerungskultur wurde Georg Pöltl mit Rudolf Bierle erwischt, als sie in einer ausgebombten Villa in der Möhlstraße in den Weinkeller einstiegen und sich angetrunken hatten. Als Karoline Wittmann und ihre Schwester Anfang April 1945 Lebensmittel für Georg Pöltl an der Pforte des KZ Dachau abgeben wollten, sagte man ihnen: „Sie können das wieder mitnehmen und eine Handvoll Asche dazu.“ Am 4. Juni 2024 wurde ein Erinnerungszeichen zum Gedenken an Georg Pöltl nach einer Gedenkveranstaltung in der Monacensia im Hildebrandhaus in der Ismaninger Str. 77, Bogenhausen, gesetzt.
Dieses Bild „Mutter mit Kind“ WVZ 1940-45/8 befindet sich heute im Zentrum für verfolgte Künste und war 2013 im Deutschen Bundestag sowie im Museum Montanelli Prag anlässlich der Ausstellung Kunst in der Katastrophe und auch im Ephraim-Palais Berlin ausgestellt. Anlässlich des Attentates auf Adolf Hitler am 20. Juli 1945 wurde dieses Bildes in der Ausstellung, Nacht in Deutschland. Verfolgung-Zerstörung-Widerstand, Werke aus der Sammlung Gerhard Schneider in Neuhardenberg ab 20. Juli bis 11. August 2024 ausgestellt.
Bei den Bombenangriffen des Zweiten Weltkriegs verlor sie in einer Bombennacht große Teile ihres Frühwerks, das sich in der Münchner Akademie bzw. im Atelier in Thalkirchen befand. Ab 1945 arbeitete sie als freischaffende Malerin. Ihre Vorbilder waren Vincent van Gogh, Paul Cézanne und Lovis Corinth. Am 17. Februar 1946 wurde Karoline Wittmann Mutter von Paul Maria. Es war eine schwere Geburt mit Hilfe eines Kaiserschnittes, die Verwandten waren schon auf das Schlimmste vorbereitet. Dieser Sohn sollte dann ab 1996 den Nachlass ihres Werkes von 340 Ölbilder, Radierungen, Aquarellen und Pastellen betreuen. Ihr Leben und Werk ist im "Digitalen Archiv Karoline Wittmann" erfasst und seit 2023 in der Bibliothek des Lenbachhauses mit ihrer Literatur einsehbar. Seit 2023 sind Teile ihres Werkes in der Nachlassgalerie am Wettersteinplatz 3, 81371 München, nach Voranmeldung zu sehen.
Karoline Wittmann war Mitglied der Neuen Münchner Künstlergenossenschaft, des Berufsverbandes Bildender Künste / BBK-München und der Gedok. In der jährlichen „Großen Kunstausstellung“ im Haus der Kunst stellte sie von 1949 bis 1960 aus. Mitte der 50er Jahre zeichnete sich Schizophrenie bei ihr ab. Trotz dieser Krankheit und mehrerer Elektroschockbehandlungen im Nerverkrankenhaus Haar bei München in 1960 und einer Entmündigung war sie nach dem Werkverzeichnis von Dr. Matthias Arnold aus 1996 sehr produktiv mit über 30 Bilder pro Jahr. Da sie aber immer noch nach zwei Aufenthalten im Nervenkrankenhaus Haar an Schizophrenie und Verfolgungswahn litt, wurde sie 1965 erneut eingeliefert. Nach wiederholter Elektroschockbehandlung erlosch ihre Schaffenskraft im Alter von 52 Jahren endgültig, sie malte kein Bild mehr. 
Karoline Wittmann starb im Alter von 65 Jahren am 15. März 1978 in München und wurde auf dem Münchner Nordfriedhof (Sektion 128, Reihe 2, Grab 5) beigesetzt. In der Großen Kunstausstellung 1978 im Haus der Kunst München wurden zwei Landschaftsbilder zu ihrem Gedächtnis in der Neuen Münchner Künstlergenossenschaft ausgestellt und in der ersten Woche verkauft. Zu Lebzeiten hatte Karoline Wittmann drei Bilder im Haus der Kunst - Großen Kunstausstellung verkauft, es waren zwei Sonnenblumenbilder und ein Gemüsestillleben. Ihr Ehemann, der Bildhauer Paul Wittmann, hat noch Ende der 40er Jahre seine künstlerische Laufbahn aufgegeben, um die kleine Familie zu unterhalten und als Restaurator für das Amt für Denkmalpflege und für Antiquitätenhändler gearbeitet.

## Posthum
Das Lebenswerk Karoline Wittmanns wurde erst posthum 1996 von Matthias Arnold und 2010 von Ingrid von der Dollen publiziert. Es umfasst ca. 340 im Werkverzeichnis erfasste Ölbilder, Aquarelle sowie Radierungen.
2021 erinnerte die Ausstellung ...und sie malten doch! Malerinnen des expressiven Realismus im Mädler Art Forum in Leipzig an Künstlerinnen, die zur Zeit der Weimarer Republik künstlerisch hervorgetreten waren, durch den Nationalsozialismus aber in ihrer Kunst behindert wurden und nach 1945 von der Bühne der Kunst weitgehend verschwunden waren. Unter den Werken, die aus der Sammlung von Joseph Hierling aus Tutzing stammten, wurden auch Stillleben von Karoline Wittmann aus den Sechzigerjahren präsentiert.

## Ausstellungen (Auswahl)
Beteiligungen
- 1949–1960: Große Kunstausstellung, Haus der Kunst, München
- 1955–1956: Contemporary Women’s Painting in Germany von GEDOK in Bombay, Kalkutta und Neu Delhi
- 1958: München 1869 bis 1958. Aufbruch zur Modernen Kunst. Haus der Kunst, München[3]
- 2005: Unser Weg durch die Nacht, Bürgerstiftung für verfemte Künste mit der Sammlung Gerhard Schneider, Solingen
- 2013: Kunst in der Katastrophe, Paul-Löbe-Haus[4]
- 2014: Wegmarken, Kunsthalle Schweinfurt
- 2014: Feld-, Wald- und Wiesenlandschaften, Sammlung Joseph Hierling, Kunsthalle Schweinfurt
- 2015: Eröffnung des Zentrums für verfolgte Künste
- 2015: Mensch und Mythos. Walter Becker und die verschollene Generation, Kunsthalle Schweinfurt
- 2016: Entartete Kunst, Verfolgung der Moderne im NS-Staat, Sammlung Gerhard Schneider, Kallmann-Museum, Ismaning
- 2018: Malerinnen der Sammlung Joseph Hierling, Bildkunst der verschollenen Generation, Kunsthalle Schweinfurt
- 2020: Sehnsucht nach dem Süden, Bildkunst der verschollenen Generation, Sammlung Joseph Hierling, Mädler Art Forum, Leipzig
- 2020: Malerinnen des Expressiven Realismus, Museum im Steinhaus, Nagold
- 2021: …Und SIE MALTEN DOCH! Malerinnen des Expressiven Realismus, Sammlung Joseph Hierling, Mädler Art Forum, Leipzig
- 2022–23:Der Blick in den Spiegel, Selbstbildnisse einer „verschollenen“ Generation,  Sammlung Joseph Hierling, Mädler Art     Forum Leipzig. Katalog ISBN 978-3-925435-43-0 mit Abb.
- 2022–23:Flores y mujeres aus der Sammlung Joseph Hierling, Buchheim Museum Bernried. Katalog Buchheim Verlag, Autor Ingrid von der Dollen mit Beiträgen von Burcu Dogramaci, Eugen Gomringer, Nora Eugenie Gomringer, Thomas Schmid, Daniel J. Schreiber, Margarete Stokowski. Mit Abb.
- 2024:  Nacht in Deutschland Verfolgung -Zerstörung-Widerstand  aus der Sammlung Gerhard Schneider in der Bürgerstiftung/Zentrum für verfolgte Künste, Schloss Neuhardenberg. Mit Abb. und Text zu Mutter mit Kind WVZ 1940–45/8 Seite 30–31.
- 2025: Mit Wachem Blick und Begabter Hand.″Werke aus der Sammlung. Buchheim Museum Bernried. WVZ 1961/13 Jahrmarkt

## Arbeiten in Museen und Sammlungen
- Bernried, Buchheim Museum Sammlung Joseph Hierling
- Dachau, Gemäldegalerie Inventar Nr. GG1486 "Selbst mit Hut" WVZ 1956/1
- München, Städtische Galerie im Lenbachhaus
- München, Staatliche Graphische Sammlung
- Schweinfurt, Kunsthalle
- Solingen, Bürgerstiftung für verfolgte Künste

## Digitales Archiv von Karoline Wittmann
Das Archiv von Karoline Wittmann wurde 2021/22 von Herrn Wolfgang Meessen, Köln, digitalisiert. Dieses "Digitale   Archiv Karoline Wittmann" umfasst die Schaffenszeit Karoline 
Wittmanns von 1928 bis 1965 und die Jahre bis zu ihrem Tod 1978 sowie die Aktivitäten des Nachlasses ab 1996 bis 2025. Ihre Literatur wurde mit dem "Digitalen Archiv" von Frau Dr. Karin Althaus und Herrn Adrian Djukic in die Bibliothek des Lenbachhauses eingebracht und ist für Jedermann nach Voranmeldung zugänglich. Das "Digitale Archiv von Karoline Wittmann" wird laufend aktualisiert, zuletzt 2025 und kann über die Nachlassgalerie Karoline Wittmann, Wettersteinpl.2, 81547 München oder über Herrn Wolfgang Meessen, Köln, angefordert werden.